# Теган
Теган (на немски: Thegan, Theganbert, Degan; на латински: Theganbertus; * пр. 800, † 20 март между 849 и 852) е франкски духовник и историк, биограф на Лудвиг Благочестиви.

## Биография
Теган произлиза от знатен фракски род и получава образованието си вероятно в Лиеж. След това той е от 814 г. епископ (хорепископ) в Трир и от 842 г. пропст в църквата „Св. Касий и Св. Флоренция“ в Бон.
През 835/837 г. Теган пише биография на император Лудвиг Благочестиви, „Gesta Hludowici Imperatoris“ („Делата на император Лудвиг“) до лятото на 835 г. Автор е и на „Vita Hiudowici“.

## Издания
- Reinhold Rau, Thegan Leben Kaiser Ludwigs. Reinhold Rau: Quellen zur karolingischen Reichsgeschichte. I. (Ausgewählte Quellen zur deutschen Geschichte des Mittelalters 5). Darmstadt 1974, S. 216 – 253
- Ernst Tremp, Studien zu den Gesta Hludowici imperatoris des Trierer Chorbischofs Thegan. Hahn, Hannover 1988, ISBN 3-7752-5154-5. (Дигитал Архив на оригинала от 2012-03-24 в Wayback Machine.), в Monumenta Germaniae Historica